# Gabiniani
Die Gabiniani (deutsch Gabinianer) waren eine römische Truppe, die Aulus Gabinius nach der gewaltsamen Wiedereinsetzung des Ptolemaios XII. auf den ägyptischen Thron (55 v. Chr.) zu dessen Schutz im Nilland zurückließ. Diese Soldaten nahmen bald die Sitten ihrer neuen Umgebung an und entfremdeten sich der römischen Weltmacht. Nach dem Tod des Ptolemaios XII. halfen sie dessen Sohn Ptolemaios XIII. im Machtkampf gegen seine Schwester Kleopatra VII. und verwickelten im Alexandrinischen Krieg (48–47 v. Chr.) sogar den mächtigen Unterstützer Kleopatras, Gaius Iulius Caesar, in schwere Kämpfe.

## Schutzmacht des Ptolemaios XII. in Ägypten
58 v. Chr. musste Ptolemaios XII. Ägypten verlassen und ins Exil gehen. Drei Jahre später wurde er von Aulus Gabinius, dem Prokonsul Syriens, nach einem kurzen Feldzug wieder in seine Herrschaft eingesetzt. Für die künftige Stabilisierung der Regierung des Ptolemäerkönigs ließ Gabinius einen Teil seiner Armee, die Gabiniani, in Ägypten zurück. Zu dieser römischen Truppe gehörten auch gallische und germanische Reiter.
Da Ägypten nominell unabhängig war, stellten die Gabiniani keine römische Besatzungsarmee dar, sondern dienten Ptolemaios XII. als Söldner. Laut dem Bericht Caesars passten sie sich sehr rasch der ausschweifenden Lebensweise der Alexandriner an, während sie römische Zucht und Ordnung vernachlässigten. Trotzdem besaßen sie offenbar auch weiterhin eine beachtliche Kampfkraft, da Caesar sie als besonders gefährliche Gegner im Alexandrinischen Krieg charakterisiert. Sie heirateten Ägypterinnen und hatten mit ihnen zur Zeit von Caesars Ankunft in Ägypten (48 v. Chr.) schon meist Nachwuchs gezeugt. So verloren sie zunehmend ihre Bindungen an Rom und entwickelten sich zu einer sehr loyalen Schutztruppe Ptolemaios’ XII., dem sie etwa in Kämpfen gegen rebellische Untertanen dienten.

## Konflikt mit Kleopatra VII.
Nach dem Tod Ptolemaios’ XII. (51 v. Chr.) sollten ihm seine beiden ältesten noch lebenden Kinder, Ptolemaios XIII. und Kleopatra VII., gemeinsam auf den Thron folgen, doch verdrängte die junge Königin sehr rasch ihren Brudergemahl aus der Regierung und regierte faktisch allein. Bald nach ihrer Machtübernahme geriet Kleopatra in einen ernsthaften Konflikt mit den Gabiniani. Die Parther hatten den Römern 53 v. Chr. eine verheerende Niederlage in der Schlacht bei Carrhae beigebracht. Drei Jahre später, Anfang 50 v. Chr., schickte der damalige Statthalter Syriens, Marcus Calpurnius Bibulus, zwei seiner Söhne nach Ägypten, welche die Gabiniani zum Kampf gegen die Parther rekrutieren sollten. Doch die Gabiniani dachten nicht daran, ihr geruhsames Leben im Ptolemäerreich gegen einen gefährlichen Militäreinsatz zu vertauschen, und brachten die Söhne des Bibulus um.
Kleopatra verfolgte in Fortsetzung der Politik ihres Vaters eine romtreue Linie und zögerte nicht, die Mörder verhaften und gefesselt an Bibulus ausliefern zu lassen, denn eine bloße Beteuerung der Königin, dass sie an der Untat unschuldig gewesen sei, hätte dem trauernden Vater wohl kaum gereicht. Freilich machte sich Kleopatra damit die mächtigen Gabiniani unweigerlich zu erbitterten Feinden. Aber angesichts der Bedeutung, die sie einem guten Verhältnis zur Weltmacht Rom einräumte, blieb ihr keine andere Wahl als die Auslieferung derjenigen Soldaten, die an der Tötung der Bibulussöhne schuldig waren. Valerius Maximus behauptet, dass der syrische Prokonsul die Mörder seiner Söhne wieder in das Nilland zurückgeschickt habe, weil nicht er, sondern der Senat in Rom für die Bestrafung der Verbrecher zuständig wäre. Der Althistoriker Christoph Schäfer glaubt diese Version nicht und nimmt stattdessen an, dass der Prokonsul sehr wohl selbst das Urteil sprach; denn der sonst nicht als zimperlich beschriebene Bibulus besaß erstens in dieser Angelegenheit die rechtliche Entscheidungskompetenz und zweitens hätte er die Mörder – wenn er sie wirklich durch den Senat verurteilt hätte sehen wollen – nach Rom und nicht zurück ins Nilland schicken müssen. Schäfer führt den bald danach erfolgten Machtverlust Kleopatras hauptsächlich auf ihren Bruch mit den Gabiniani zurück, die sich spätestens jetzt Ptolemaios XIII. und dessen drei einflussreichen Vormündern und Beratern, Potheinos, Achillas und Theodotos von Chios, anschlossen.
Im Frühling 49 v. Chr. kam Gnaeus Pompeius, der älteste Sohn des Triumvirn Gnaeus Pompeius Magnus, nach Ägypten, um Militärhilfe im soeben ausgebrochenen Bürgerkrieg gegen Caesar zu erbitten. Damals hatte Ptolemaios XIII. den für ihn vorgesehenen Anteil an der Regierung übernehmen können und entsprach gemeinsam mit seiner Schwestergemahlin Kleopatra dem Gesuch. Unter anderem stellten sie Pompeius 500 Reiter aus den Reihen der Gabiniani zur Verfügung, die diesmal keine Anstalten zur Verweigerung des Kampfeinsatzes machten.
Etwa Ende 49 v. Chr. wurde Kleopatra hauptsächlich auf Betreiben des Potheinos aus Alexandria vertrieben. Wohl in Zusammenhang mit dieser Tat beschuldigt Caesar die Gabiniani, dass sie sich so sehr an alte Bräuche der alexandrinischen Soldaten gewöhnt hätten, dass sie Freunde der Könige zur Hinrichtung verlangten, durch Belagerung des Königspalastes eine Anhebung ihres Soldes zu erreichen suchten sowie dass sie Könige absetzten und an deren Stelle andere Männer an die Regierung brachten.
Nachdem Pompeius die entscheidende Schlacht bei Pharsalos gegen Caesar verloren hatte, erschien er flüchtend an der Küste Ägyptens und verlangte von der ptolemäischen Regierung Aufnahme und Unterstützung. Die Berater Ptolemaios’ XIII. wollten aber nicht, dass ihr Land in den innerrömischen Machtkampf hineingezogen wurde und beschlossen die Ermordung des Pompeius, um den Sieger Caesar zufriedenzustellen. Bei dieser Entscheidung soll auch die Befürchtung eine Rolle gespielt haben, dass Pompeius die ehemaligen römischen Soldaten im alexandrinischen Heer – die teilweise früher unter seinem Befehl gekämpft hatten – aufzuwiegeln versuchen würde, um die Macht in Ägypten übernehmen zu können. Allerdings scheint es sehr fraglich, ob sich die schon seit sieben Jahren in Ägypten verwurzelten Gabiniani tatsächlich zu einem solchen Schritt hätten gewinnen lassen. An der Ermordung des Pompeius (25. Juli 48 v. Chr. nach dem julianischen Kalender) beteiligten sich dann auch zwei führende Mitglieder der Gabiniani, der ehemalige römische Militärtribun Lucius Septimius und der Centurio Salvius.

## Kampf gegen Caesar
Als Caesar kurz nach der Tötung des Pompeius in Ägypten eintraf, aber trotz der Beseitigung seines Gegners nicht wieder abzog und sich im innerägyptischen Machtringen auf die Seite der vertriebenen Kleopatra stellte, organisierte Potheinos militärischen Widerstand, so dass der Alexandrinische Krieg ausbrach. Dabei spielten die Gabiniani im Kampf gegen Caesar eine bedeutende Rolle, weil sie die Kerntruppen des aus 20.000 Infanteristen und 2000 Reitern bestehenden Heeres des Achillas ausmachten. Caesars Streitkräfte waren fünfmal geringer. Der römische Feldherr führt in seinem Bürgerkrieg aus, dass sich zu den Gabiniani auch zahlreiche flüchtige Gesetzesbrecher und Verbannte aus den römischen Nachbarprovinzen gesellt hätten; denn die alexandrinische Regierung habe sie alle aufgenommen, wenn sie sich im Gegenzug zum Soldatendienst bereit erklärten.
Nachdem Caesar in schweren und langwierigen Kämpfen als Sieger aus dem Alexandrinischen Krieg hervorgegangen war, ersetzte er die Gabiniani durch drei zuverlässige Legionen als römische Besatzungsmacht des Nillandes, die Kleopatras Regierung stützen, aber auch im Hinblick auf ihre Loyalität zu Caesar kontrollieren sollten.